# 26917 Pianoro
26917 Pianoro este un asteroid din centura principală de asteroizi.

## Descriere
26917 Pianoro este un asteroid din centura principală de asteroizi. A fost descoperit pe 15 septembrie 1996 la Pianoro de Vittorio Goretti. El prezintă o orbită caracterizată de o semiaxă mare de 3,03 ua, o excentricitate de 0,11 și o înclinație de 24,0° în raport cu ecliptica.